# Yzeux
Yzeux là một xã ở tỉnh Somme, vùng Hauts-de-France, Pháp.

## Địa lý
Thị trấn này có cự ly khoảng 10 dặm Anh (16 km) về phía tây bắc của Amiens, trên đường D259 và hai bên bờ Sông Somme.

## Dân số
| 1962                                                         | 1968 | 1975 | 1982 | 1990 | 1999 |
| ------------------------------------------------------------ | ---- | ---- | ---- | ---- | ---- |
| 104                                                          | 107  | 124  | 142  | 200  | 220  |
| Số liệu điều tra dân số từ năm 1962, dân số không tính trùng |      |      |      |      |      |